# Теодоріх (вождь саксів)
Теодоріх (д/н — після 744) — один з впливовіших вождів саксів. Тривалий час боровся проти Франкської держави.

## Життєпис
Про походження нічого невідомо. В «Анналах королівства франків» названий дуксом (герцогом), що має свідчити про його дуже високий статус серед інших очільників саксів, оскільки франки таким титулом йменували усіх інших правителів германських і слов'янських племен, за якими не було визнано королівського титулу. Безпосередня область, де панував Теодоріх невідомо. Втім з огляду на події його життя, ймовірно, на час війн очолював союз саксів. Можливо, брав участь у війнах саксів проти Франкської держави у 720—730-х роках.
Перша письмова згадка про Теодоріха відноситься до 743 року, коли мажордоми Піпін Короткий і Карломан виступили проти баварського герцога Оділона, останній уклав союз з Теодоріхом. Сакси на той час були затятими ворогами франків. Також ймовірно, що на цей час Теодоріх уславився серед своїх співвітчизників. У битві біля річки лех сакси і бавари зазнали поразки.
Невдовзі на кару за допомогу Баварії, Карломан рушив проти саксів. Франки, сплюндрувавши саксонські селища до річки Везер, зайняли саксонську фортецю Хохензеебург. Тут мажордом провів пракітум (збори), на якому були присутні представники саксонської знаті, зокрема й Теодоріх. За свідченням франкських анналів, вожді саксів клятвою були змушені підтвердити своє підпорядкування правителям Франкської держави.
Але після відходу ворожої армії у 744 році сакси на чолі із Теодоріхом знову повстали. Це викликало новий похід франків на чолі з Піпіном Коротким і Карломаном, які завдали поразки саксам, завдавши значної шкоди поселенням. Також було хрещено значну кількість саксів. Теодоріх потрапив у полон й був відведений до Кельна. Подальша доля невідома.
Невідомо й те, хто був наступником Теодоріха, коли в 748 році сакси знову повстали.